# Estación ecológica de Taim

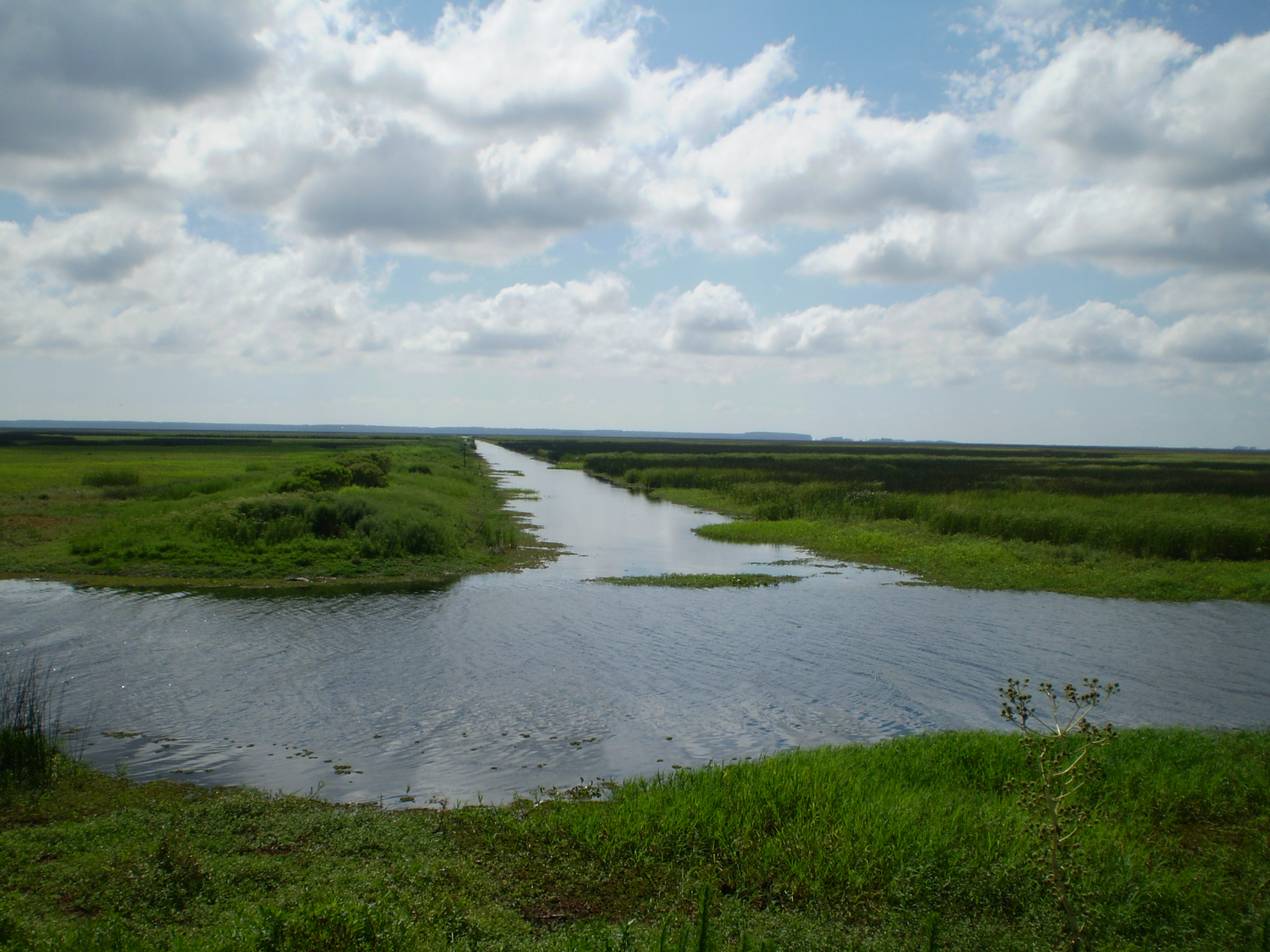
Vista de la estación ecológica de Taim.

La Estación Ecológica de Taim está situada en el estado de Río Grande del Sur, Brasil, a 370 km de Porto Alegre, encargada de preservar uno de los ecosistemas más vulnerables del estado. En el área hay unas 230 especies de aves, 70 de mamíferos, y 60 especies de peces.
La región de Taim está próxima a la frontera con Uruguay. Con la firma del tratado de San Ildefonso el 1 de octubre de 1777 culminó un largo pleito de las dos potencias coloniales, España y Portugal, por la demarcación de sus dominios en Sudamérica. De acuerdo a dicho tratado, Colonia del Sacramento volvió a ser española y Portugal afianzó su expansión hacia el oeste de la línea de Tordesillas. El territorio entre Chuy y Taim pasó a denominarse "Campo Neutral". En ese suelo ni portugueses ni españoles podían localizar tropas o campamentos ni permitir afincarse a sus súbditos. Con el tiempo, España perdería ascendencia sobre estos territorios.
- Datos: Q956641
- Multimedia: Estação Ecológica do Taim / Q956641